# Melanotrema columellatum
Melanotrema columellatum är en lavart som först beskrevs av William Nylander och fick sitt nu gällande namn av Mangold. 
Melanotrema columellatum ingår i släktet Melanotrema och familjen Graphidaceae.   Inga underarter finns listade i Catalogue of Life.